# 沼垂 (新潟市)
- 日本 > 新潟県 > 新潟市
  - 中央区 > 沼垂
  - 東区 > 沼垂

沼垂（ぬったり）は、新潟県新潟市の地名。また、新潟市東区の大字。
沼垂は1889年（明治22年）までの沼垂町の区域を指す。1889年（明治22年）の町村制施行に伴い沼垂町の大字となり、1914年（大正3年）に新潟市の大字となる。新潟市への編入後は現在までに住居表示が実施され、大字としての沼垂は新潟市東区の山の下閘門排水機場付近にわずかに残るのみとなっている。
地名の由来は、渟足柵の遺称であるとされる。平安期からある地名で、江戸時代には沼垂町と称した。

## 地理
信濃川河口の右岸付近に位置し、南西部が現在の新潟市中央区。北東部が新潟市東区になっている。

### 隣接している町字
北から東回り順に、以下の町字と隣接する。
- 松島

※新栗ノ木川を挟んで中央区竜が島と隣接。通船川を挟んで榎町と隣接。

## 地域
主な企業・施設
- 山の下閘門排水機場[6]

## 編入当初の地域

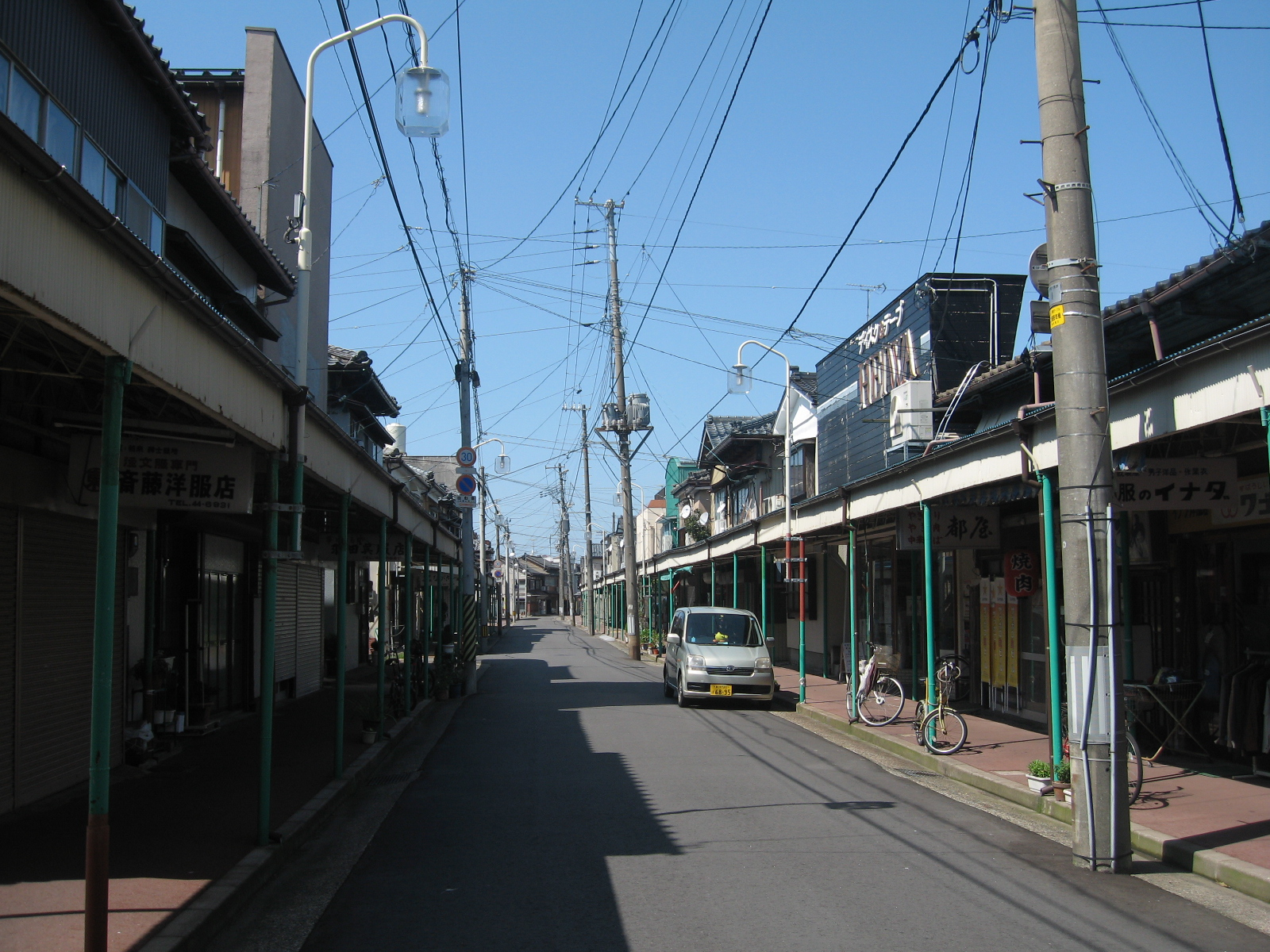
分離され沼垂東4丁目となった地域

### 南西部
新潟市中央区の東部、通船川以南に位置する。山ノ下の発展にともない、昭和10年代末には「沼垂」の地域名で「山ノ下」と区別されるようになった。1940年（昭和15年）から1975年（昭和50年）にかけて、沼垂の一部から沼垂東、沼垂西、竜ヶ島、日の出、鏡が岡が分立した。
鏡が岡 (かがみがおか)
1968年（昭和43年）から、現在まである新潟市中央区の町名。
沼垂東 (ぬったりひがし)
1968年（昭和43年）から、現在まである新潟市中央区の町名。
沼垂西 (ぬったりにし)
1968年（昭和43年）から、現在まである新潟市中央区の町名。
日の出 (ひので)
1968年（昭和43年）から、現在まである新潟市中央区の町名。町名施行前は、通称名として「日ノ出」が存在した。
竜が島 (りゅうがしま)
1968年（昭和43年）から、現在まである新潟市中央区の町名。町名は字名龍ヶ島に由来する。

### 北東部
新潟市東区の北西部、通船川以北に位置する。1898年（明治31年）に松島村から山ノ下新田を編入してからは地域全体を山ノ下と総称されるようになり、昭和10年代末には「山ノ下」の地域名で「沼垂」と区別されるようになった。
1940年（昭和15年）から1975年（昭和50年）にかけて、沼垂の一部から臨港町、東臨港町、桃山町、秋葉通、秋葉、宝町、錦町、上王瀬町、月見町、松島、大山、北葉町、臨港、古川町、長者町、東新町、臨海町、浜町、神明町、古湊町、末広町が分立した。
沼垂 (ぬったり)
1964年（昭和39年）から、現在まである新潟市東区の町名。人口は0人。北越紀州製紙新潟工場の敷地の一部と、山ノ下閘門排水機場の一部、通船川、新栗の木川にまたがる地名。
秋葉 (あきば)
1964年（昭和39年）から、現在まである新潟市東区の町名。もとは秋葉通、東大山町の各一部。かつては新潟鐵工所大山工場が大部分を占めていたが、新潟鐵工所が経営破綻した2001年（平成13年）に宅地化されている。
秋葉通 (あきばどおり)
1941年（昭和16年）から、現在まである新潟市東区の町名。もとは沼垂の一部。2丁目は1933年（昭和8年）に造られた新潟農園の一部だったが、第二次世界大戦中に被服廠になった。終戦後に山ノ下中学校や引揚者収容施設となり、国家公務員住宅、市営住宅なども建設された。
王瀬新町 (おうせしんまち)
1943年（昭和18年）から、現在まである新潟市東区の町名。焼島潟の埋立地で、人家はなく工場のみ。
大山 (おおやま)
1964年（昭和39年）から、現在まである新潟市東区の町名。1丁目から2丁目があり、もとは大山台（おおやまだい）、南大山町（みなみおおやまちょう）、西大山町（にしおおやまちょう）、山ノ下通、北大山町（きたおおやまちょう）、松島通の各一部。
大山台、北大山町、西大山町、南大山町は1941年（昭和16年）から1963年（昭和38年）まで存在した町名で、もとは沼垂の一部。町名は字大山に由来する。
上王瀬町 (かみおうせちょう)
昭和20年代から、現在まである新潟市東区の町名。もとは沼垂の一部で、町名は字名に由来する。
北葉町 (きたばちょう)
1964年（昭和39年）から、現在まである新潟市東区の町名。もとは北大山町、秋葉通、山ノ下通の各一部。
神明町 (しんめいちょう)
1943年（昭和18年）から、現在まである新潟市東区の町名。山ノ下新田の集落の中心地であり、町名は鎮守である山ノ下神明宮にちなむ。
末広町 (すえひろちょう)
1964年（昭和39年）から、現在まである新潟市東区の町名。もとは1940年（昭和15年）から1963年（昭和38年）まであった末広通の一部。
宝町 (たからまち)
1964年（昭和39年）から、現在まである新潟市東区の町名。もとは秋葉通、東大山町の一部。
長者町 (ちょうじゃまち)
1940年（昭和15年）から、現在まである新潟市東区の町名。もとは沼垂の一部。
月見町 (つきみちょう)
1964年（昭和39年）から、現在まである新潟市東区の町名。もとは1951年（昭和26年）から1963年（昭和38年）まであった東大山町の一部。東大山町はもとは沼垂の一部で、町名は字名にちなむ。日本銅管などを中心とする工場群に隣接し、これらの社宅が中心となっていた。
東新町 (とうしんちょう)
新潟市東区の町名。
錦町 (にしきまち)
1964年（昭和39年）から、現在まである新潟市東区の町名。もとは東大山町の一部。
浜町 (はまちょう)
1943年（昭和18年）から、現在まである新潟市東区の町名。もとは沼垂、山ノ下の一部。
東臨港町 (ひがしりんこうちょう)
1952年（昭和27年）から、現在まである新潟市東区の町名。もとは桃山町、沼垂の一部で、町域の大部分を昭和石油の敷地が占める。
古川町 (ふるかわちょう)
1940年（昭和15年）から、現在まである新潟市東区の町名。もとは沼垂の一部で、町名は字名にちなむ。
古湊町 (ふるみなとまち)
1940年（昭和15年）から、現在まである新潟市東区の町名。もとは沼垂、山ノ下の一部で、町名は字名にちなむ。1731年（享保16年）に松ヶ崎堀割が決壊する以前は阿賀野川の河口で、湊として利用されていた。かつては新潟鐵工所があったが地盤沈下のため岡山（現：新潟市東区岡山）に移転。跡地にカーフェリー発着場などの施設が設置された。
松島 (まつしま)
1964年（昭和39年）から、現在まである新潟市東区の町名。もとは王瀬町（おうせちょう）、末広通、松島通の一部。
王瀬町は1943年（昭和18年）から1963年（昭和38年）まであった町名で、もとは沼垂の一部。王瀬町の町名は、字名にちなむ。松島通は1940年（昭和15年）から1963年（昭和38年）まであった町名で、もとは沼垂の一部。
桃山町 (ももやまちょう)
1949年（昭和24年）から、現在まである新潟市東区の町名。町名は、かつて桃林があったことに由来する。昭和20年代初めに臨海荘に海外からの引揚者を収容、1949年（昭和24年）から1950年（昭和25年）ごろから市営住宅が建設された。1985年（昭和60年）には市営アパートとなる。
臨海町 (りんかいちょう)
1964年（昭和39年）から、現在まである新潟市東区の町名。もとは臨港町、沼垂の一部で、1972年（昭和47年）に埋立地を編入。臨港埠頭と新潟交通山ノ下営業所が、町域の大部分を占める。
臨港 (りんこう)
1964年（昭和39年）から、現在まである新潟市東区の町名。もとは臨港町、青葉町（あおばちょう）の一部。青葉町は1943年（昭和18年）から1963年（昭和38年）まであった町名で、もとは沼垂の一部。
臨港町 (りんこうちょう)
1943年（昭和18年）から、現在まである新潟市東区の町名。1丁目は新潟臨港株式会社（現：リンコーコーポレーション）が開発した宅地であり、町名も同社にちなむ。

## 歴史
沼垂の地名は古く、日本書紀の記述によれば647年（大化3年）に造られたとされる渟足柵に遡ることができる。「渟足柵」の表記はやがて「沼垂城」へと変化し、現在の地名となった。
当時の渟足柵がどこにあったのかは未だ明らかではないが、かつて現在の通船川を本流とし、現在の信濃川河口付近に河口が存在していた阿賀野川右岸の砂丘地帯であろうと推定されている。
やがて港町として栄えるようになり、南北朝時代の文献に「沼垂湊」と呼ばれたことが記録されている。

### 近世
1631年（寛永8年）の洪水をきっかけに信濃川が次第に阿賀野川と合流するようになると、阿賀野川右岸は激しく侵食されるようになり、沼垂町は数度の移転を余儀なくされた。栗ノ木川流域にあたる現在の地へ町が移転したのは、1684年（貞享元年）のことである。当時は、対岸の新潟町同様、堀の多い町だった。
阿賀野川河口の沼垂町と信濃川河口の新潟町は、合流した河口の利権をめぐり度々争ったが、1727年（享保12年）沼垂町は訴訟に敗れ、新潟町が河口の利権を独占するようになった。
さらに1731年（享保16年）、新発田藩が排水のために掘削した松ヶ崎掘割が決壊し、阿賀野川本流となった。今度は阿賀野川からの水量の激減により水深が浅くなり、港としての機能が著しく低下した。
これらにより、港町としての沼垂町は次第に衰微し、新潟町との反目は永く残った。

### 近代
1889年（明治22年）に町制の施行により沼垂町となる。
1914年（大正3年）4月1日に新潟市と編入合併し、新潟市の大字となる。

### 現代
沼垂駅は1958年（昭和33年）、新潟駅の移転及び線形改良に伴う路線の変更によって貨物駅となった後、2010年（平成22年）に廃止された。